# Bythinella vesontiana
Bythinella vesontiana é uma espécie de gastrópode da família Hydrobiidae.
É endémica de França. 